# Dawca przysięgi
Dawca Przysięgi (tyt. oryg. Oathbringer) – amerykańska powieść fantasy, napisana przez Brandona Sandersona. Trzeci tom z cyklu Archiwum Burzowego Światła. Została wydana przez Tor Books 14 listopada 2017. Składa się z prologu, 122 rozdziałów, 14 przerywników i epilogu. Audiobook jest czytany przez Michaela Kramera oraz Kate Reading. Polskie wydanie ukazało się w dwóch tomach nakładem wydawnictwa Mag w 2017, w tłumaczeniu Anny Studniarek-Więch.
Książka zdobyła Dragon Award w kategorii najlepsza powieść fantasy za 2018.